# Santa Rosa del Peñón
Santa Rosa del Peñón är en kommun (municipio) i Nicaragua med 10 674 invånare. Den ligger i den västra delen av landet, i nordöstra delen av departementet León. Santa Rosa del Peñón har en omfattande småskalig gruvindustri.

## Geografi
Santa Rosa del Peñón gränsar till kommunerna San Nicolás i norr, San Isidro i öster, El Jicaral i söder, och El Sauce i väster. Kommunens enda tätort är centralorten Santa Rosa del Peñón med 1 852 invånare (2005). Utanför centralorten finns det 32 comacas i kommunen varav den största är La Cruz de la India, en gammal guldgruvsort med 727 invånare (2005).

## Historia
Santa Rosa del Peñón grundades någon gång mellan 1798 och 1809, med kyrka, hus och ett antal invånare.

## Näringsliv
Santa Rosa del Peñón är jordbruksbygd som också har en omfattande småskalig gruvindustri. Det som framförallt bryts är guld och kalk. Den viktigaste gröda som odlas är bönor, följt av vete, majs och durra.

## Transporter
Santa Rosa del Peñón ligger ganska isolerat i Río Sinecapas dalgång. Endast en större väg leder ut ur kommunen, söderut till El Jicaral och den stora landsvägen mellan León och Matagalpa. Denna väg var tidigare i dåligt skick men fick en hård beläggning 2014. Inom kommunen är hästen fortfarande ett viktigt transportmedel.

## Religion

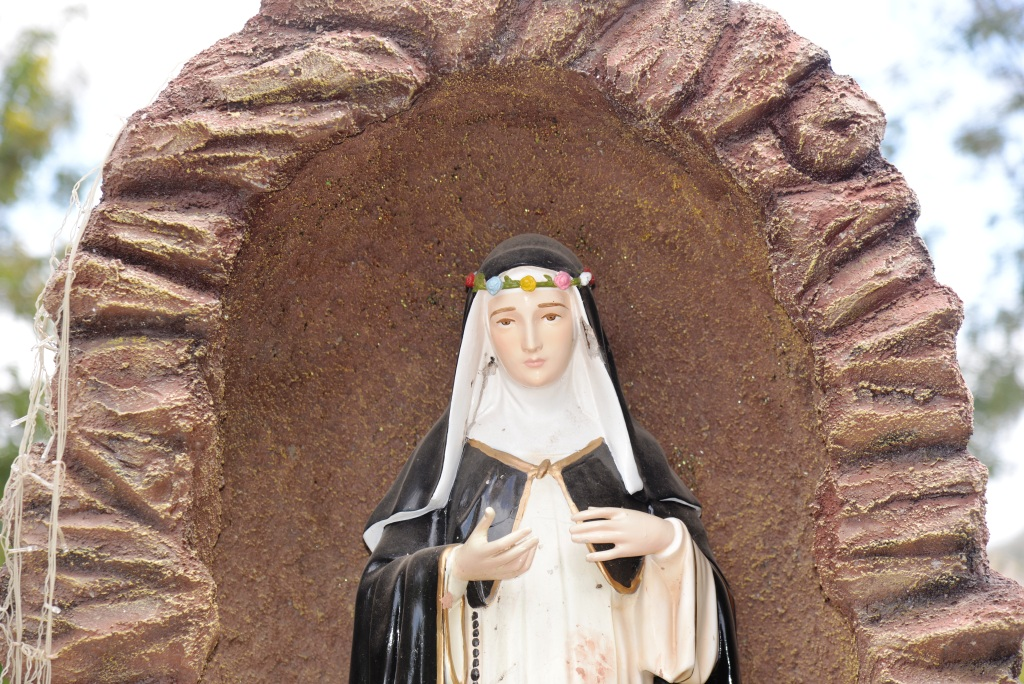
Santa Rosa av Lima vid ortens infart

Santa Rosa del Peñón har en enkel men vacker liten vitmålad kyrka. Kommunen firar sina festdagar den 27 till 30 augusti till minne av Sankta Rosa av Lima. En av aktiviteterna är att man tar församlingskyrkans staty av Sankta Rosa till ett möte med statyn av Skyddsmantelmadonnan från grannkommunen El Jicaral. I maj firar man Vigen de los Desamparados med en pilgrimsvandring upp till toppen av det 839 meter höga berget Cerro el Anís. Under påskveckan firar man inte bara Jesus uppståndelse utan man iscensätter också en dramatisering där man bränner en docka föreställande Judas Iskariot.

## Bilder
|  |  |  |
|  |  |  |
|  |  |  |